# Hoe + Hard
Hoe + Hard è un singolo del rapper italiano Icy Subzero, in collaborazione con il rapper italiano Tony Effe, pubblicato il 3 marzo 2023 con doppia etichetta Columbia Records e Sony Music.

## Descrizione
Il brano, scritto dagli stessi due rapper, è prodotto da Ayden Lau.

## Video musicale
Il video musicale, diretto da LateMilk, è stato pubblicato in concomitanza all'uscita del brano attraverso il canale YouTube di Icy Subzero.

## Tracce
Testi di Matteo D'Alessio, Nicolò Rapisarda, musiche di Lorenzo Didomenicantonio.
1. Hoe + Hard (feat. Tony Effe) – 2:33